# Fritzbruch
Das Naturschutzgebiet Fritzbruch liegt auf dem Gebiet der Stadt Viersen im Kreis Viersen in Nordrhein-Westfalen.
Das etwa 94,83 ha große Gebiet, das im Jahr 1990 unter Naturschutz gestellt wurde, erstreckt sich östlich am Stadtteil Süchteln sowie nördlich der Kernstadt Viersen entlang der Niers. Westlich des Gebietes verläuft die Landesstraße L 39 und östlich die L 391.
Die Unterschutzstellung erfolgt zur Erhaltung von Lebensgemeinschaften oder Lebensstätten bestimmter wildlebender Pflanzen- und Tierarten, aus wissenschaftlichen Gründen und wegen der Seltenheit, besonderen Eigenart oder hervorragenden Schönheit der Fläche.